# 2680 Mateo
2680 Mateo eller 1975 NF är en asteroid i huvudbältet som upptäcktes den 1 juli 1975 av Félix Aguilar-observatoriet. Den är uppkallad efter den argentinske astronomen José Mateo.
Asteroiden har en diameter på ungefär 6 kilometer och den tillhör asteroidgruppen Nysa.